# Fontana del Tritone
La fontana del Tritone è una fontana monumentale barocca di Roma sita in piazza Barberini. Fu realizzata da Gian Lorenzo Bernini tra il 1642 e il 1643 su commissione di papa Urbano VIII Barberini, nell'ambito dei lavori per la sistemazione del palazzo che il pontefice si era fatto costruire nel 1625 e della piazza su cui questo si affacciava.

## Storia

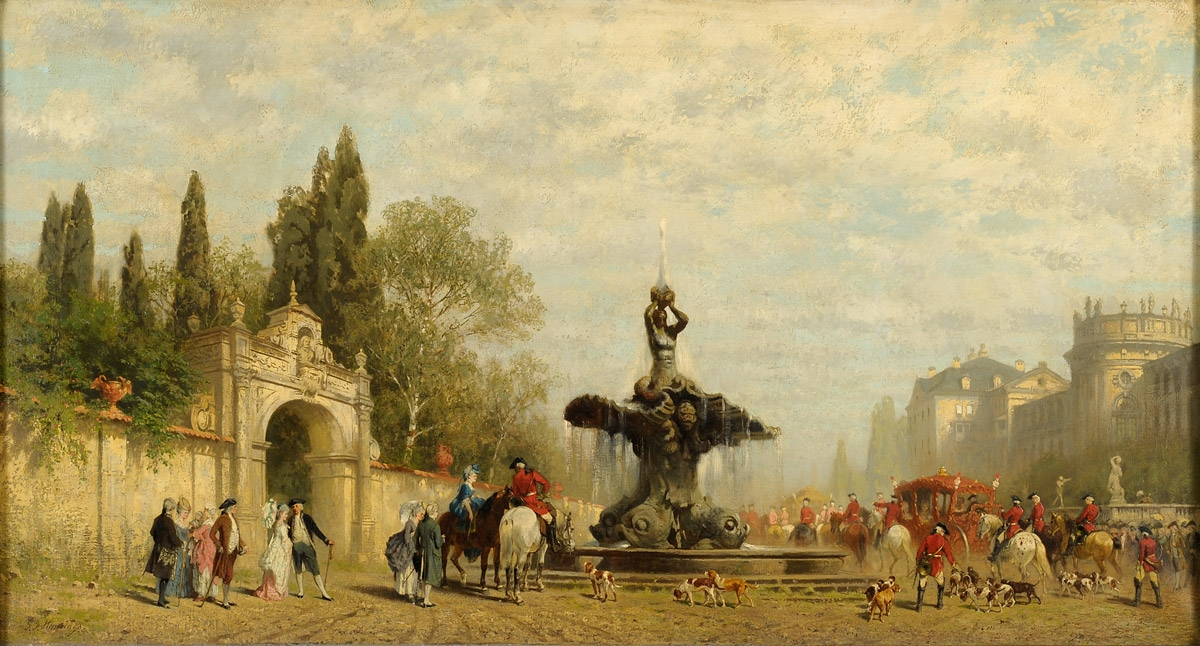
Johann Friedrich Hennings, Fontana del Tritone, Piazza Barberini. Come emerge dal dipinto, la fontana del Tritone era collocata in una zona suburbana, poi stravolta dall'urbanizzazione otto-novecentesca

La realizzazione, nel 1610, del nuovo acquedotto dell'Acqua Paola non aveva fatto passare in secondo piano i due eretti qualche anno prima (l'Acqua Vergine nel 1570 e l'Acqua Felice nel 1587), e la possibilità di erigere altre fontane sulle loro diramazioni che intanto venivano costruite per una distribuzione idrica più capillare sull'intera città. Approfittando del fatto che un ramo secondario dell'Acqua Felice era stato fatto passare nelle immediate vicinanze, nel 1642 il pontefice pensò di sfruttarlo per una fontana che, oltre al decoro della piazza antistante il suo palazzo, servisse anche di pubblica utilità.
La realizzazione del «pubblico ornamento della città» venne affidata a Gian Lorenzo Bernini, l'artista preferito dalla corte pontificia di Urbano VIII; il Bernini così disegnò nel 1642-43 per piazza Barberini una delle sue fontane di maggior successo, la fontana del Tritone. Quest'ultima contribuì a restituire decoro alla zona, precedentemente adibita alla coltivazione della vigna, essendo collocata ai margini della direttrice della Strada Felice; in questo modo, l'area iniziò a essere animata da una vita culturale assai vivace, tanto che sin da allora piazza Barberini (con la sua «fontana del Tritone sonante», come iniziò a divenire nota per via del sibilo emesso dallo zampillo) divenne il ritrovo preferito di molti artisti in visita a Roma.

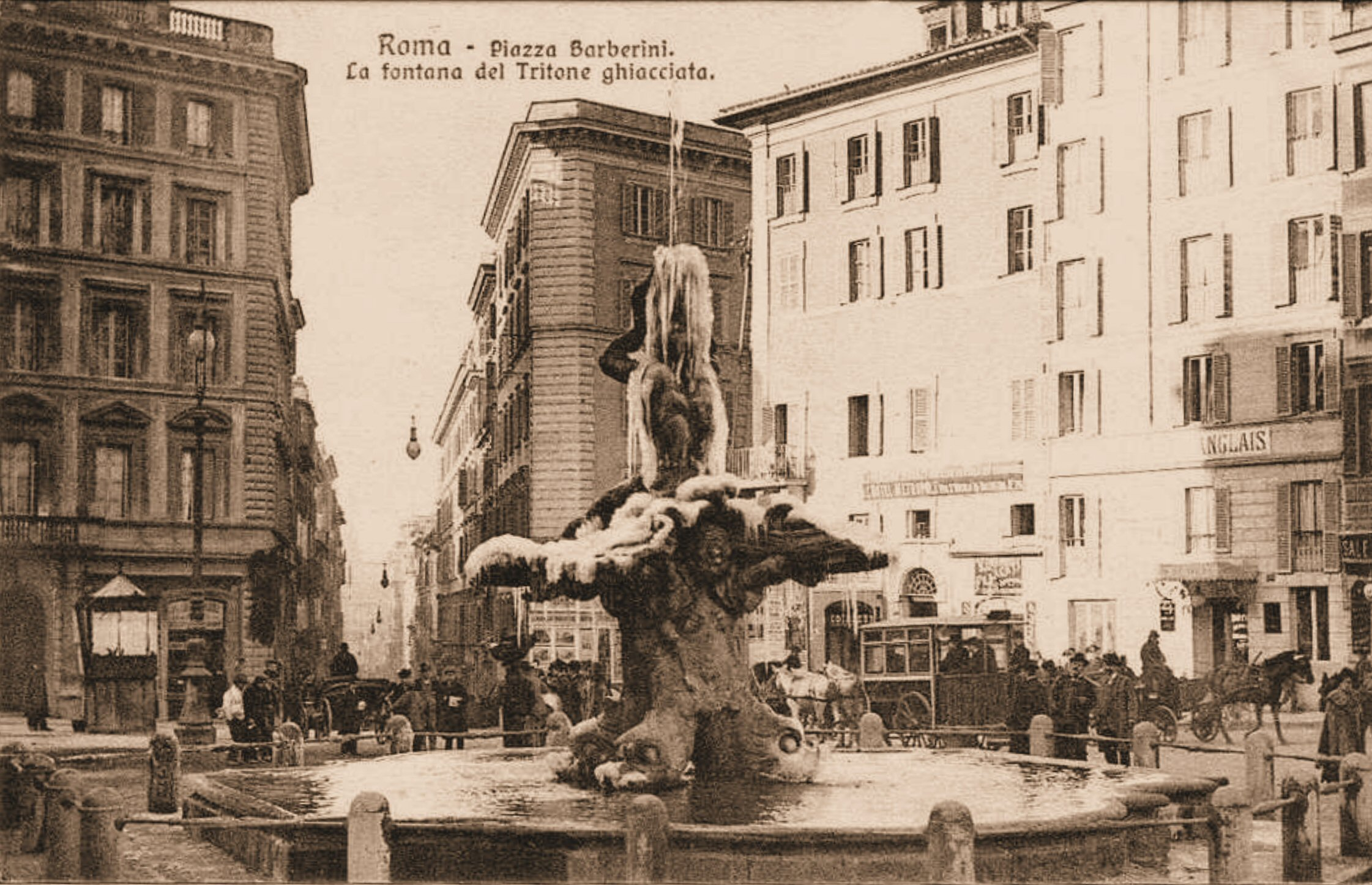
La fontana del Tritone ghiacciata in una cartolina eseguita tra il 1885 e il 1912

Le colonnine e le inferriate che circondano la fontana, creando una stretta zona di rispetto, risalgono al XIX secolo, quando la piazza iniziava ad essere soggetta ad un intenso traffico veicolare. Tra l'Ottocento e i primi decenni del Novecento, infatti, venne stravolto l'assetto urbanistico della zona, portando alla costruzione di diversi complessi edilizi a più piani che spezzarono bruscamente l'equilibrio instauratosi tra gli edifici seicenteschi, il Tritone e palazzo Barberini.
La fontana, in ogni caso, è stata sottoposta a diversi interventi di conservazione e restauro, gli ultimi dei quali risalenti al 1987-1988, seguiti da quello del 1990, poi nel 1991-1992 e nel 1998. Particolarmente curioso l'effetto del restauro del 1932: dopo aver tolto i circa 12 cm di incrostazioni che il tempo aveva depositato sulla fontana, questa apparve talmente diversa da com'era prima dell'intervento che fu scatenata una campagna di stampa in favore del ripristino della fontana originale che, si sosteneva, doveva essere stata sostituita con una copia.
Il restauro più recente, concluso nel novembre 2013, prevedeva nel dettaglio la disinfezione della superficie e la rimozione delle particelle biologiche e calcaree. L'intervento ha eliminato gran parte delle macchie e del muschio, riportando il travertino alla sua coloritura originale. La totale abrasione dei segni del tempo sul travertino ha generato polemiche sulla correttezza metodologica dell'intervento.

## Descrizione
La fontana del Tritone, interamente scolpita in travertino, è composta da una vasca mistilinea di esigua altezza collocata al livello del suolo, sopra la quale sono collocati quattro delfini dalla bocca aperta che emergono elegantemente dallo specchio d'acqua. Questi ultimi, volgendo le proprie code rampanti e intrecciandole, reggono una grande conchiglia bivalve aperta, al centro della quale si erge imponente il dio marino Tritone. Il Tritone, con un tronco possente ed eretto e le gambe coperte di squame, reclina la testa all'indietro nell'atto di soffiare in una grossa conchiglia a forma di cono possentemente retta con le braccia; a differenza dei tritoni tradizionali, in genere raffigurati con connotati mostruosi, la statua berniniana ha un aspetto più umano. In ogni caso, dalla buccina (o conchiglia tortile) retta da Tritone fuoriesce un copioso zampillo d'acqua che, sgocciolando dalle scanalature della conchiglia, irrora ed assorbe tutta l'opera e si raccoglie infine nella piscina sottostante. Tra le code dei delfini sono intrecciati artisticamente due stemmi papali con le tre api, simbolo araldico della famiglia Barberini.

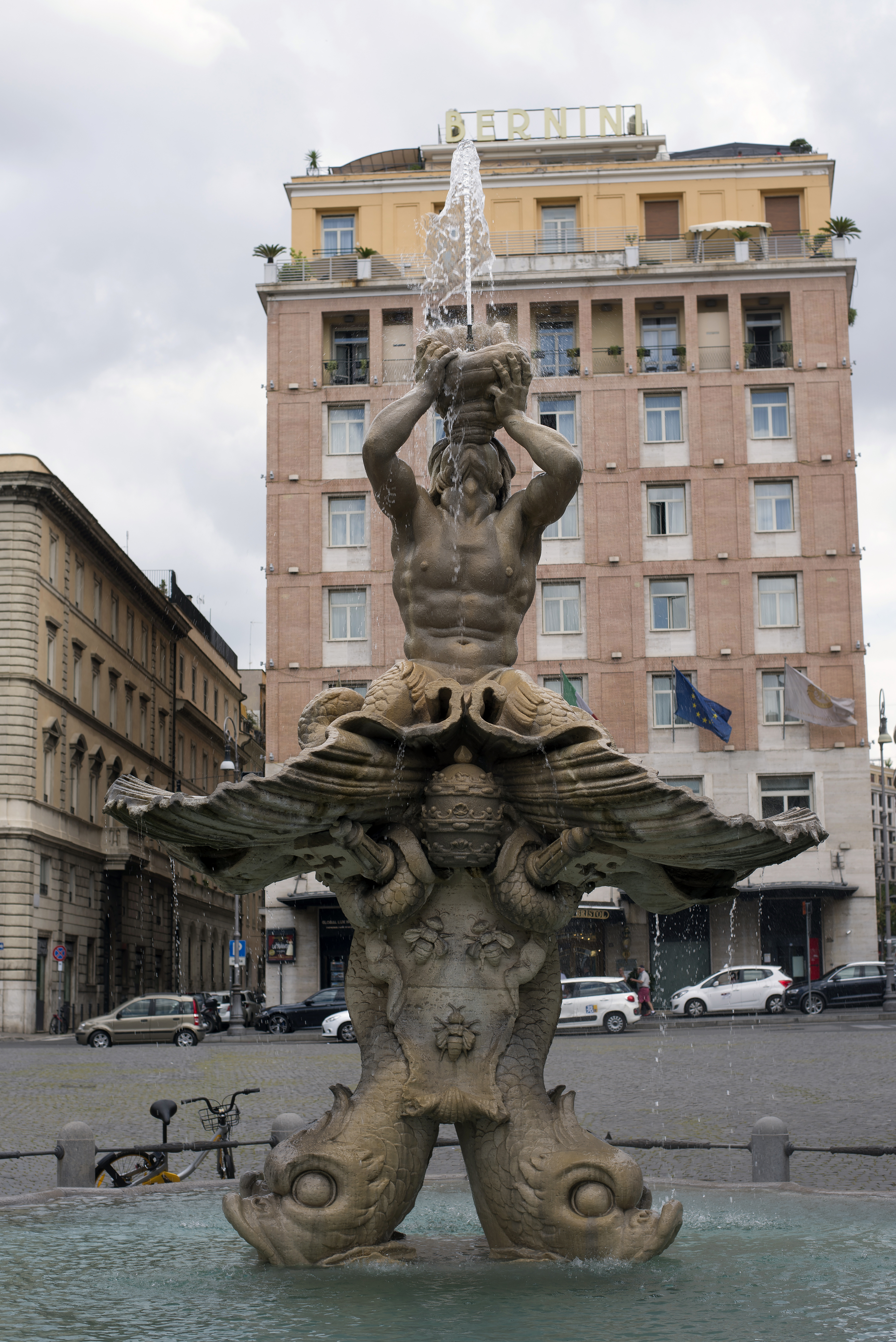
Veduta complessiva della fontana

La fontana del Tritone, nel complesso, trasmette un esplicito messaggio di esaltazione dinastica della famiglia Barberini, alla quale apparteneva il papa: le api, infatti, sono il simbolo araldico della casata, e alludono al trionfo della Divina Provvidenza, mentre i delfini rimandano per via simbolica ai benefici elargiti dalla famiglia pontificia. Similmente, il tritone intende annunciare al mondo il fasto del Pontefice oppure, secondo altre interpretazioni, simboleggia l'immortalità raggiunta attraverso lo studio delle discipline umanistiche, in riferimento alle notevoli doti letterarie di Urbano VIII, compositore tra l'altro di una ragguardevole raccolta di poemi.
La figura del Tritone è ripresa dal primo libro delle Metamorfosi di Ovidio, dove si narra per l'appunto di un tritone che, emergendo dai flutti, suona nella sua buccina cava, così da annunciare al mondo il trionfo degli dei. Bernini, in ogni caso, per la figura del tritone trasse ispirazione dalla fontana dell'Aquila, realizzata da Stefano Maderno e collocata nei giardini Vaticani; il motivo dei quattro delfini, invece, venne ripreso da un gruppo simile di Nicolas Cordier destinato ad una fontana sempre dei Giardini Vaticani, oggi scomparsa.
Al di là della perfezione tecnica, dell'armonia compositiva e del gusto artistico, che fanno della fontana del Tritone una delle più belle e più visitate di Roma, Bernini qui impiegò per la prima volta un particolare espediente, che poi sfruttò di nuovo in seguito con successo nonostante le molte critiche: si tratta della base cava del gruppo scultoreo principale. Contrariamente a quanto sempre realizzato fino ad allora, il gruppo centrale non poggiava infatti su un balaustro o un pilastro centrale, ma su una struttura (nello specifico, le code dei delfini) che lasciava un vuoto al centro, così da conferire maggiore slancio ed eleganza alla composizione.